# Театральная улица (Воронеж)
Театра́льная у́лица — улица в Центральном районе Воронежа. Проходит от пересечения с улицей 20 лет ВЛКСМ до пересечения с улицей Карла Маркса, где расположен драматический театр, что дало основание к названию улицы (1962).

## История
Улица начала складываться ещё в XVII веке. Разные участки улицы называли по-разному, фактически улица продолжалась до современной площади Ленина и улицы Кирова. Её называли Мясницкой и Публичной. 27 августа 1919 года Мясницкая улица была переименована в улицу 11 мая, в честь дня роспуска городской думы и становления большевистского городского совета. После Великой Отечественной войны улица была укорочена до драматического театра, в соответствии с новой конфигурацией площади Ленина. Соответственно, часть улицы перешла к этой площади. Между двумя бывшими участками одной улицы появилось административное здание. В 1962 году улица была переименована в Театральную.

## Примечательные здания и сооружения
- № 17 — Воронежский концертный зал
- № 19 — областная детская библиотека
- № 23 — гостиница «Россия»
- № 36 — здание Госбанка

Памятный знак жертвам бомбардировки в саду Пионеров